# Matthäus Daniel Pöppelmann

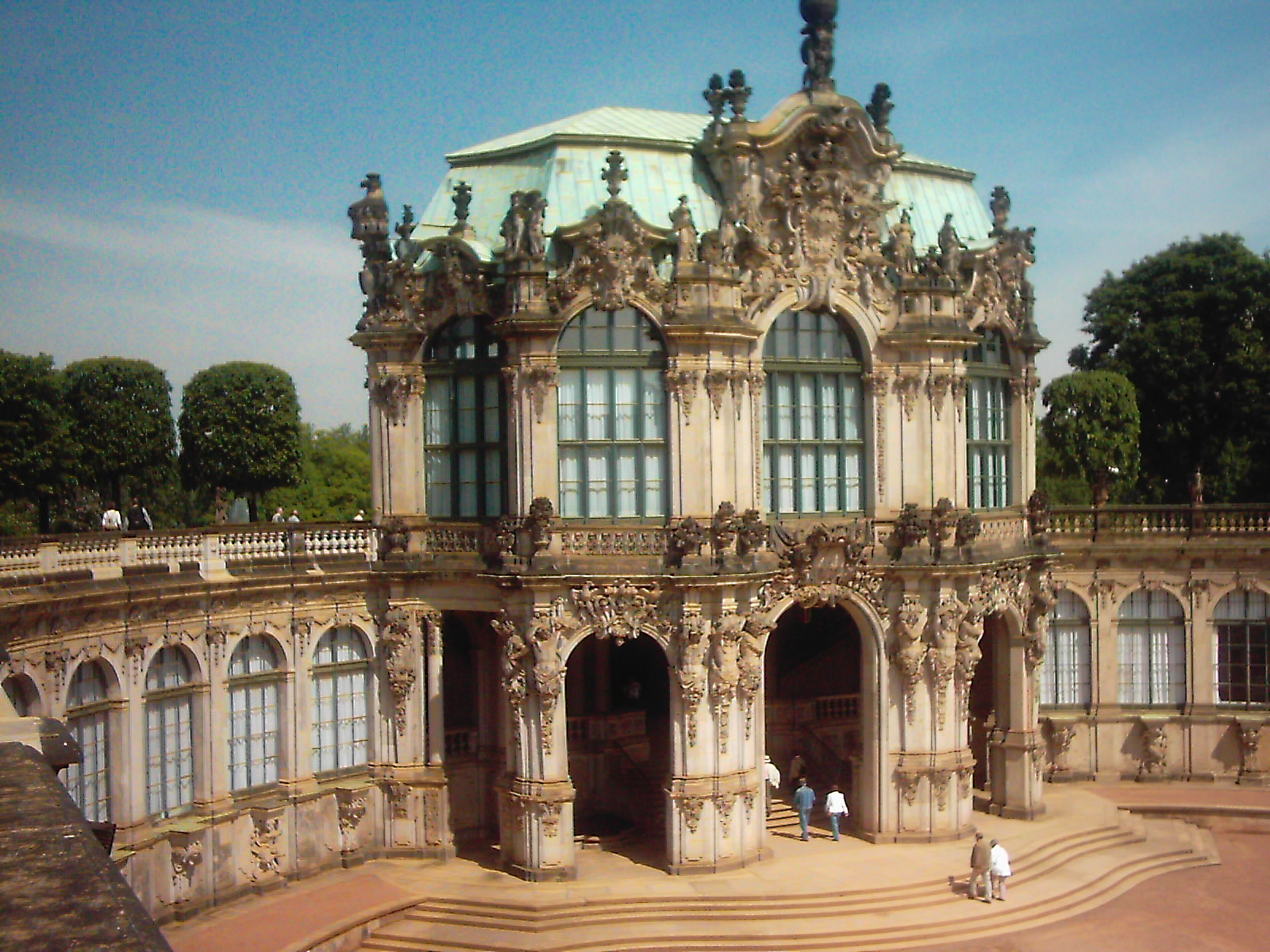
Wallpavillon i Zwinger i Dresden.

Matthäus Daniel Pöppelmann, född 3 maj 1662 i Herford, död 17 januari 1736 i Dresden, var en tysk arkitekt.
Pöppelmann inledde sin verksamhet på landsbygden, besökte Rom 1710 och Paris 1715 och blev Oberlandbaumeister 1718. Åt kung August den starke började han redan i århundradets första år att utföra ritningar till ett nytt, storslaget slott i Dresden. Krigen med Karl XII hindrade dessa omfattande planers genomförande, det enda, som fullbordades, var förgården, Zwinger (1710–1722), omgiven av arkader och paviljonger i formrik, lekande och yppig barock. Platsens ena långsida, som enligt planen skulle begränsas av slottets fasad, upptas nu av Gottfried Sempers museibyggnad i italiensk högrenässans. 
Pöppelmann byggde i Dresden Taschenbergska palatset (1710) och påbörjade Holländska palatset (1715, senare ombyggt och förstorat av fransmannen Jean de Bodt i franskt klassiska former och kallat Japanska palatset) och ombyggde slottet Moritzburg (1722) och Augustusbrücke 1727–1731.